# Compagnie des produits chimiques d'Alais et de la Camargue
Ne doit pas être confondu avec Compagnie des mines, fonderies et forges d'Alais.
La Compagnie des produits chimiques d'Alais et de la Camargue, fondée par Henry Merle et Jean-Baptiste Guimet, est l'un des deux grands groupes industriels à l'origine de la fusion de 1921 avec la SEMF fondée par Paul Héroult, qui la voit rebaptisée « Compagnie de Produits chimiques d'Alès, Froges et Camargue ». Cette structure prend le nom de Pechiney en 1950.

## Histoire

### La période camarguaise
La Compagnie des produits chimiques d'Alais et de la Camargue est fondée 
le 24 août 1855 par le chimiste Henry Merle et Jean-Baptiste Guimet, pour produire de la soude à Salindres, le « berceau de l'aluminium », dans le Gard. Le nom d'Alais correspond à la ville d'Alès. Salindres étant proche des vignobles de l'Hérault, alors ravagés par le mildiou, une large extension fut donnée à la production de sulfate de cuivre, premier de la série des produits pour la défense des cultures.
En 1860, Henry Merle décide de diversifier les activités de son entreprise et se lance dans l'aluminium, métal cher et peu utilisé, dont elle aura le quasi-monopole de la production en France par des procédés chimiques pendant trois décennies. Malgré cette domination du marché, le prix du métal était descendu vers 1883 de 300 francs à 100 francs. Salindres et l'usine de Nanterre en produisait 2 à 3 tonnes par an qui suffisaient à la consommation. Au décès d'Henry Merle en 1875, la société est dirigée par un autre chimiste, Alfred Rangod, dit « Pechiney ».

### Inventeurs et concurrents
Napoléon Thadée Gladysz est recruté comme chimiste en avril 1871, il devint chef de la fabrication et du laboratoire en 1880. Il démissionne en mars 1882. Il fonde une usine de production d'acide tartrique à Marseille (anciens Etablissements Mante).
En janvier 1883, Henry Gall, un jeune Strasbourgeois est alors engagé comme chef de laboratoire par la Compagnie avant de la quitter un an après. Chargé de l'étude et du contrôle des chlorates par voie chimique, il découvre la voie électrolytique. N'étant pas parvenu à s'entendre sur les conditions financières de l'exploitation de cette découverte, il quitte Salindres, sans avoir eu les encouragements de Rangod-Péchiney qui lui écrira, le 13 avril « Je n'aime pas l'électricité ». Il monte une usine en Suisse, à Vallorbe en 1889, avec l'aide du banquier Carrard, et fonde ensuite la puissante Société d'électrochimie. La fermeture de l'atelier de Salindres interviendra en 1897 et avec elle la fabrication d'aluminium car un concurrent produisant moins cher est apparu.
En 1885, le jeune chimiste Paul Héroult invente en effet un procédé électrolytique complet pour la fabrication de l'aluminium, concurrent de celui de la CPCA. Après avoir tenté de la convaincre d'utiliser cette technique, il est éconduit par la société et doit trouver les capitaux nécessaires pour exploiter ce procédé en Suisse: en 1887, la Société électrométallurgique de Froges (SEMF), ouvre  les premières cuves industrielles d'aluminium électrolytique en France à l'Usine de la chute de Froges, installée sur l'Isère à Froges, dans une ancienne papeterie de la vallée du Grésivaudan.  Ses débuts sont difficiles, et la société est à deux doigts de la liquidation en 1891. Mais grâce à cette nouvelle technologie le prix de revient de l'aluminium baisse : 15,60 F (1er semestre 1890, 11,69 F (2e semestre 1890), 10,95 F (1891), au fur et à mesure des économies d'échelle. En 1892, Paul Héroult crée avec le Lorrain Gustave Munerel une nouvelle usine d'électrolyse, cette fois en Maurienne (Savoie), à la Praz, dix kilomètres à l'ouest de Modane et utilise une conduite forcée cintrée en forme d'arc comme un pont, sans aucun support supplémentaire, une nouvelle révolution économique.

### La période savoyarde
Prenant conscience qu'elle a négligé le potentiel de ce métal, qu'elle ne produisait plus depuis 1897, la CPCA décide de s'installer dix kilomètres plus à l'ouest, à Saint-Michel-de-Maurienne, en rachetant l'usine de production d'aluminium électrolytique de Calypso, fondée en 1890 par les frères Bernard. Devenue société anonyme en 1893, avec un capital de 7,5 millions de francs, elle y installe des cuves achetées en 1895 à la Pittsburgh Reduction Company
. La CPCA, désormais dirigée par l'ingénieur modanois Adrien Badin, fonde ensuite en 1907 l’usine de Saint-Jean-de-Maurienne, quinze kilomètres plus à l'ouest, qui est cette fois dotée de cuves d'électrolyse de 10 000 ampères. Soixante-dix ans plus tard, le site sera équipé des premières cuves d'électrolyse d'intensité 180 000 ampères. La croissance sera ensuite reportée sur ce site: quand Pechiney nationalisé a porté la production de l'usine de Saint-Jean de 80 000 à 130 000 tonnes en 1986, la Praz (4 000 t) et la Saussaz (12 000 t) ont disparu. Venthon subira le même sort en 1994.

### Le parcours boursier et la concurrence plus vive
La Société est cotée à la Bourse de Paris, où elle se distingue. Ses actions, émises à 500 francs, en valent 1 155 francs en 1909. La période d'expansion savoyarde lui permet de disposer déjà de 35 450 chevaux-vapeur et pourra disposer supplémentairement de 17 000 chevaux, non aménagés, d'autant qu'elle a acheté à Château-Arnoux-Saint-Auban, commune française, du département des Alpes-de-Haute-Provence et de la région Provence-Alpes-Côte d'Azur une chute d'eau d’une puissance de 16 000 chevaux non encore aménagée. Au total, elle peut compter sur 68 450 chevaux-vapeur, et viser une parte de marché de 30 % environ. En 1906, la France comptait 762 usines hydro-électriques, comportant 239 753 chevaux-vapeur de puissance cumulée.
Seul problème, le prix du kilo d’aluminium a fortement baissé pour tomber à 1,60 franc. De 6 000 tonnes en 1899, la production mondiale a plus que tripler en huit ans pour s’élever à 19 800 tonnes en 1907, dont 11 800 tonnes en Europe et 8 000 en Amérique du Nord. Le métal connaît alors de nouveaux usages : on l’emploie de plus en plus comme fil conducteur d’électricité, plutôt que le fil de cuivre dans l’installation des lignes de transport d’énergie à haut voltage, car il est plus léger. La société l’Énergie électrique du littoral méditerranéen a ainsi installé quelques lignes d’essais « dont elle vante les résultats satisfaisants ».
Entre-temps, en 1903, la jeune concurrente, la SEMF, a équipé une nouvelle usine à La Saussaz, près de Saint-Michel-de-Maurienne, puis l'usine de L'Argentière-la-Bessée en 1910, la plus puissante usine hydroélectrique d'Europe, alimentée par quatre conduites forcées et dotée de dispositions qui permettaient d'utiliser une hauteur de chute de 173 mètres. Sa puissance est de 52 MW dès la création, mais l'énergie que la centrale fournit à l'usine se réduit en hiver au quart de ce qu'elle est en été.

### Au Pays du Mont-Blanc et dans les Pyrénées
La CPCA d'Adrien Badin s'intéressa de son côté à la Société des forces motrices de l'Arve qui, après avoir installé sur les Centrales hydroélectriques de Passy de Chedde la fabrication des chlorates, entreprit celle de l'aluminium par le procédé d'électrolyse de Paul Héroult, ainsi qu'à sa filiale la Société électrométallurgique des Pyrénées, installée à Auzat. où l'étang Fourcat est aménagé en réservoir: avec les ruisseaux du Mounicou et de l'Artigue, il permit en 1917 de doubler la conduite forcée. Une seconde centrale plus petite, de 3 MW, fut construite sous les Étangs de Bassiès pour utiliser la partie supérieure de la chute de Bassiès, haute de 419 mètres et obtenir ainsi une puissance de 18 MW.

### La période américaine
Pour développer la technologie française à l'exportation, un groupement commercial et technique est créé le 19 décembre 1911: « L'Aluminium Français », dont le programme est la création aux États-Unis d'une usine d'aluminium, face au géant local Aluminium Company of America (Alcoa). L'Aluminium Français acquiert ou loue des propriétés et de chutes d'eau à Whitney, près de Salisbury (Caroline du Nord) et y construit une puissante usine hydroélectrique de 50 MW et une usine d'aluminium produisant 15 000 tonnes de métal, avec fabrique d'alumine, d'électrodes, maisons ouvrières regroupées dans Badinville, du nom d'Adrien Badin, devenue depuis une ville importante sous le nom de Badin tout court.

### La grande fusion de 1921
En 1921, la CPCA et la SEMF décident d'unir leurs efforts pour le développement de la production d'aluminium et fusionnèrent la Compagnie de Produits chimiques d'Alès, Froges et Camargue, qui contrôle la totalité du marché français et se rebaptise Péchiney en 1950.